# Códice Azcatitlan
El Códice Azcatitlan o Azcatitlán forma parte del grupo de códices mexicanos realizados después de la conquista.  Se elaboró en el Valle de México, aunque se desconoce la fecha exacta de su manufactura, situándose esta en algún momento entre mediados del siglo XVI a finales del siglo XVII.

## Características
Este códice está escrito en papel europeo y está cosido como un cuaderno también en formato europeo. Consta de 25 folios (50 páginas) de 21 cm por 28 cm. Todas las páginas presentan dibujos en color que se encuentran en excelente estado de conservación. Seis páginas de este documento están perdidas y se tiene noticia de esta falta desde tiempos antiguos. El documento fue restaurado en 1959.

## Historia
Los primeros datos que se tienen del documento constan en el catálogo del "Museo Histórico Indiano" (1702-1755) propiedad de Lorenzo Boturini Benaduci. Este famoso coleccionista compraba códices a indígenas por cuenta propia y cuando fue arrestado y posteriormente deportado a España, su colección fue confiscada.
Posteriormente el códice es mencionado por Joseph Marius Alexis Aubin, ya en el siglo XIX, quién posteriormente vendió su colección a Eugène Goupil. A la muerte de este último, su viuda donó el libro a la Bibliothèque nationale de France en 1898.

## Temas
En este códice pueden observarse innovaciones estilísticas, tales como la sugerencia de volumen y espacio, utilizando para este fin atenuación de los colores. También es notable la aparición de pliegues en los ropajes, así como una perspectiva empírica y así como de composición. 
El códice relata en su primera sección, la búsqueda de los aztecas por su tierra prometida. La segunda cuenta la historia de los mexicas hasta la llegada de los españoles y la tercera habla de la conquista y el inicio de la vida virreinal.